# الحصيرة
الحصيرة هي بلدة وبلدية زراعية ريفية موريتانية تابعة إداريا لمقاطعة تجكجة بولاية تكانت. مركزها وُدَيّ مَجْبُور (375 نسمة). أهل هذه المنطقة يتنقلون بين المرعي باستمرار، بخلاف المدينة المركزية.

## الموقع
تقع على الحدود الجنوبية لولاية تكانت على ارتفاع حوالي 800 متر عن سطح البحر.

## التجمعات السكانية التابعة لها
- ودي مجبور
- اخمس تيدوم
- فرع آمرج
- محجوبة
- ودي أجمل
- العديلات
- اڭراف الخير
- فرع ابكاك
- فرع اوروار
- فرع أياره
- الدويويرة
- حفرة سانقو
- ميلس أهل بابه (ميلس بو ابهيگه)
- فرع الجرك
- آڭرج عثمان
- ميلس عبد الرحمن لّلمين
- بو اسريويل
- فرع الجّرك
- فرع التمات
- ودي لالة